# Земля Юрматы
Мемориальный комплекс «Земля Юрматы» — комплекс в честь ликвидированных населённых пунктов на нынешних территориях городов Ишимбая и Салавата, а также в память о павших в героических боях защитников Родины.
Мемориальный комплекс расположен на территории Стерлитамакского района Башкортостана, возле трассы 80К-027 Стерлитамак — Салават, возле развилки к городу Ишимбаю. Является структурным подразделением муниципального бюджетного учреждения культуры и искусства «Наследие» городского округа город Салават.

## История
В годы Великой Отечественной войны из деревень Аллагуват, Карлыкуль, Ирек, Кызыл Аул, Артель Куч, Новопетровский (Кожак) и Малый Аллагуват, на месте которых был построен Салават, ушли на фронт 1428 человек, 513 человек погибли на полях сражений. Их имена выгравированы на гранитных плитах мемориала «Земля Юрматы». Среди них и имя Героя Советского Союза Хасана Ахтямова, уроженца села Аллагуват.
Мемориальный комплекс «Земля Юрматы» возник благодаря инициативе Совета общественной организации «Аллагуват», администраций города Салавата и Стерлитамакского района, Стерлитамакского совхоза-техникума и материальной поддержки ОАО «Салаватнефтеоргсинтез».
В наши дни у мемориала «Земля Юрматы» устраиваются памятные мероприятия, чествуют ветеранов, возлагают венки в память погибших.
Ежегодно 9 мая, 22 июня и еженедельно по субботам молодожёнами после регистрации в ЗАГСе возле памятника мемориала проводится возложение цветов.
Автор проекта мемориального комплекса — Прочухан В. П.
Автор памятника Ахтямову Х. Б. — заслуженный художник РБ, член Союза художников России М. Р. Халилов

## Паспорт объекта
| № п/п | Наименование | Информация для заполнения |
| 1     | Наименование объекта | мемориальный комплекс «Земля Юрматы» |
| 2     | Время создания (возникновения) объекта | 2003 г. |
| 3     | а) Адрес (местонахождение) объекта (по данным организации, осуществляющей государственный технический учет и (или) техническую инвентаризацию объектов градостроительной деятельности; для объектов, расположенных вне границ населенных пунктов (не имеющих адреса) - описание месторасположения; б) Ситуационный план - схема размещения объекта на местности (формат А4 или А3)      | а) Республика Башкортостан, Стерлитамакский район, 167 км автодороги Уфа-Оренбург подъезд к г. Салават б) см. приложение № 1 |
| 4     | а) Вид объекта: вечный огонь с мемориалом, мемориалы/братские могилы на кладбищах, памятники/мемориалы, обелиски, стелы, захоронения немецких солдат или иные сооружения; б) Текст надписи. | а) обелиск с символикой, памятник – бюст Герою Советского Союза Ахтямову Х.Б. |
| 5     | а) Описание объекта (состав, его поэлементное описание, включая ограждение); б) Схематический план объекта - поэлементный, включая ограждение (формат А4 или А3); в) Фотографическое изображение объекта (общий вид, поэлементные), схема фотофиксации; фотографии 10х15 см, с указанием даты съемки (число, месяц, год) - подписать наименование объекта, название населенного пункта. | а) Стелы 8 шт. с именами погибших воинов (513 имен) из семи переселенных деревень высотой 2,5 м каждая. Памятник – бюст Герою Советского Союза Ахтямову Хасану Багдеевичу (1925-1944 гг.) – высота 2,8 м Памятная доска «Никто не забыт и ничто не забыто» из мансуровского гранита – высота 1,5 м. Обелиск с государственной символикой, посвященный семи переселенным деревням из металла и гранита, высота 8 м. Памятные камни с названиями переселенных деревень, высота – 1,1 м Беседка диаметром 3 м из кирпича. Домик-музей 6,57 х 7 м из кирпича. Уборная. Насосная и электрощитовые помещения. Лампы наружного освещения территории комплекса в ночное время. Забор по периметру из кирпича и чугунного литья 400 пог.м с воротами. Гараж. Информационные плиты из мансуровского гранита и кирпича. Посажено 250 сосен. б) см. приложение № 2 в) см. приложение № 3 |
| 6     | а) Краткие исторические сведения об объекте (сведения о его возникновении, изменениях, перестройках, утратах, перемещении, описание границ территории); а) авторы (архитектор, скульптор) - если известны | а) Ахтямов Хасан Багдеевич родился в 1925 г. в с. Аллагуват Стерлитамакского района Башкирской АССР. 30 мая 1944 г. в жестоком бою под селом Редиул-Алдей (Румыния) погиб, совершив героический подвиг. За выполнение боевого задания присвоено звание Героя Советского Союза - посмертно б) автор проекта комплекса - Прочухан В.П. автор памятника – заслуженный художник РБ, член Союза художников России – М.Р. Халилов |
| 7     | Список захороненных (все имеющиеся сведения) | - |
| 8     | а) Основная библиография и архивные источники об объекте; б) Документ о постановке объекта культурного наследия на государственную охрану (при наличии) | а) Книга памяти «Они сражались за Родину», Салават – 2003 г., общественная организация «Аллагуват», под редакцией Р.М. Зубаирова б) распоряжение Правительства РБ от 06.02.2008 г. №113-р- |
| 9     | а) Нормативные документы, касающиеся объекта (балансовая принадлежность, сведения о собственнике объекта и пользователе объектом, сведения о собственнике земельного участка и пользователе земельным участком, др.); б) техническое состояние объекта | а) Находится на балансе администрации городского округа город Салават РБ б) состояние хорошее, ежегодно проводится посадка цветов на площади 40 кв.м, |
| 10    | Запланированные (необходимые) средства из местного бюджета (внебюджетные средства) для ремонта, реставрации, благоустройства на 2009-2010 гг. | Ремонт не требуется. |
| 11    | Кто шефствует над местом (сооружением) | ООО «Аллагуват» |
| 12    | Дополнительные сведения | Ежегодно 9 мая (день Победы), 22 июня (день памяти и скорби) проводятся большие мероприятия в память о погибших воинах. Встречи делегаций различного уровня, экскурсии. Еженедельно по субботам молодоженами после регистрации в ЗАГСе проводится возложение цветов. |
| 13    | Кто заполнял (Ф.И.О., должность, конт. тел.). Дата заполнения | Гайсина Ильвера Рашитовна, гл. спец. ОГХиС администрации городского округа г. Салават РБ, тел.: 8-3476-35-21-27 24.06.2009 г. |

## Состав мемориального комплекса
В состав комплекса входят:
- Обелиск с символикой.
- Памятник-бюст Герою Советского Союза Ахтямову Х. Б. 1925—1944 гг.)
- Восемь стел с именами погибших воинов (513 имен) из Большого и Малового Аллагувата, Артели Куч, Кызыл Аула, Кожак, Ирика и посёлка Юрматы.
- Памятная доска «Никто не забыт и ничто не забыто» из мансуровского гранита высотой 1,5 м.
- Обелиск с государственной символикой, посвящённый семи переселенным деревням из металла и гранита, высота 8 м.
- Семь памятных камней с названиями деревень.
- Беседка и домик-музей.
- На конкурсе телекомпании «Салават» в 2008 году мемориальный комплекс «Земля Юрматы» был внесён в список 7 чудес света.[источник не указан 2489 дней]
- На территории комплекса высажено более 250 деревьев.[источник не указан 2489 дней]
- Семь звёздочек на обелиске мемориала символизируют 7 деревень, большая часть жителей которых переселены в город Салават.[источник не указан 2489 дней]